# Lúcio Fúrio Filo
Lúcio Fúrio Filo (em latim: Lucius Furius Philus) foi um político da gente Fúria da República Romana eleito cônsul em 136 a.C. com Sexto Atílio Serrano. 

## Consulado (136 a.C.)
Em 136 a.C., foi eleito cônsul com Sexto Atílio Serrano e recebeu a administração da província da Hispânia Citerior, encarregado de levar o cônsul Hostílio Mancino, derrotado e forçado a assinar um tratado humilhante no ano anterior, até Numância depois que o Senado Romano se recusou a referendar os termos que ele havia acertado com os numantinos.
Quando Metelo Baleárico e Quinto Pompeu tentaram impedir sua partida, Filo ordenou-lhes que marchassem com ele como legados. Uma vez na sua província, ordenou aos soldados se estabelecessem nas imediações de Numância e garantissem que Mancino fosse rapidamente entregue aos numantinos. Mas eles fecharam as portas da cidade e e se recusaram a ficar com o ex-cônsul, com o qual pretendiam não violar o pacto que concluíram anteriormente.

## Influência
Era um dos membros do Círculo Cipiônico, ligado a Cipião Emiliano e Caio Lélio Sapiente, que congregava os amantes da literatura grega, chegando a abrigar em sua casa os filósofos atenienses Carnéades, Diógenes e Critolau quando eles estiveram em Roma em 155 a.C. Cícero louva o estilo de seus discursos e o incluiu como um dos protagonistas de um dos discursos em De re publica. Ele também o descreve desta forma:
| “ | Lúcio Fúrio Filo falava muito bem o latim e com mais erudição que os demais. | ” |
|   | — Cícero, Vida de Bruto.                                                     |   |

Filo é mencionado ainda por Macróbio como sendo o autor de uma obra que trazia duas fórmulas sagradas para utilizar contra cidades cercadas.